# عفریت (فیلم)
عفریت فیلمی به کارگردانی  و نویسندگی فرشید فلک نازی محصول سال ۱۳۶۱ است.

## داستان
پس از پیروزی انقلاب چهار خبرنگار ایرانی که با گروه‌های مقاومت فلسطینی در ارتباط هستند، درصدد آن برمی‌آیند که کتابی حاوی نام صهیونیست‌های ایرانی را منتشر کنند. این خبر توسط عوامل نفوذی صهیونیست‌ها در اداره صدور مجوز کتاب به اطلاع آنها رسیده و آنها برای جلوگیری از انتشار این کتاب و نابودی نسخه‌های موجود از آن وارد عمل می‌شوند…

## بازیگران
- فرامرز قریبیان
- آهو خردمند
- مرتضی نیکخواه کاشانی
- ایرج سرباز
- فروتن فلک نازی]
- فریدون بهرام
- مسعود موثقی
- فاطمه تقوی
- محمدرضا داوودنژاد